# Carlos Canzani
Carlos Canzani (Fray Bentos, Uruguay; 15 de enero de 1953) más conocido como Pájaro Canzani, es un músico, compositor, arreglador y productor uruguayo, una de las figuras más destacadas de la Generación del 73, exintegrante del grupo chileno Los Jaivas y creador del hit "Chibidón" y "Todos goleando", la canción oficial de la Copa América de 1995.

## Biografía
Hijo de Carlos Canzani (Pocho) y sobrino de Juan José Canzani (Ñato), destacados músicos fraybentinos, quienes fueron una importante influencia en la formación artística desde su infancia.
Su vida artística comienza en su adolescencia, integrando algunos bandas de pop y música rock en su pueblo natal. Compone sus primeros temas donde mezcla música contemporánea y ritmos uruguayos y latinos. 
En 1971, a los diecisiete años, participa en el Segundo Concurso Nacional de la Música y la Canción Beat, organizado por el Diario Acción y Radio Ariel y gana el primer premio en la categoría Candombe Beat - Solista. Este Festival realizado en el Parque Harriague de Salto, tomó como modelo el de Woodstock y consagró a importantes figuras de la música uruguaya que tendrían un destacado papel a lo largo de la década de 1970.
En ese mismo año deja el pueblo de Fray Bentos y se instala en Montevideo. En 1972 formó el grupo "Vida" junto a José Luis Pérez en batería, Alberto "Pocho" Macadar en bajo y Álvaro Armesto en flauta traversa.
En mayo de 1973 realiza sus primeras grabaciones de la mano de Coriún Aharonián, al registrar Toca tu flauta y Hombre. Debido a dificultades económicas del sello Ayuí / Tacuabé se retrasa el posible lanzamiento discográfico. Ese mismo año viaja a Brasil y toma contacto con importantes figuras de la música popular como Milton Nascimento, experiencia que marca su carrera. De regreso a Montevideo arma un grupo, que integraron Carlos da Silveira, Jorge Lazaroff, Jorge Trasante, Jorge Galemire (quien en algunas oportunidades era sustituido por Jaime Roos) y Jorge Bonaldi para dar un espectáculo llamado Aguaragua. Realiza una serie de shows en el Teatro Circular y Teatro de la Alianza Francesa en 1974 y 1975, en un clima cultural y político dominado por la censura y la represión. Los medios de difusión de la época destacan la calidad de los espectáculos, la originalidad de la propuesta artística de Canzani y el alto nivel sus músicos.
En 1975 se edita "Aguaragua", su primera producción discográfica, mientras que en 1976 sale a la venta  "Algún día", su segundo disco que recoge temas de sus actuaciones en vivo, ambos editados por el sello Ayui /Tacuabé.
En 1975, en medio del clima de represión, censura y persecución instaurado por el régimen de facto, tras el golpe de Estado de 1973, es amenazado, por lo que decide partir del país. Se exilia en Buenos Aires, invitado por el grupo chileno Los Jaivas. Reemplaza al bajista Julio Anderson, que a su vez había reemplazado a Mario Mutis.
Principalmente un guitarrista, Pájaro debe acostumbrarse al nuevo instrumento. Además de su carácter de multiinstrumentista, explora sus aptitudes de cantante, fortaleciendo junto a Alberto Ledo la armonía vocal de Los Jaivas. Esto se ve reflejado con fuerza en el disco Canción del Sur, que graba con ellos en 1977 y en los sencillos "En Tus Horas"/"Mambo De Machaguay" (1976) y "Bebida Mágica"/"Sueño Del Inca" (1978), editados en EMI Argentina. En Canción Del Sur figura "Dum Dum tambora",  un tema de su autoría que él ya había grabado en su época con Aguaragua.
Con él en el bajo, el grupo realiza giras por Argentina, Uruguay y Brasil, y posteriormente en 1977, el grupo y sus familias se instalan en París, Francia, desde donde proyectan actuaciones en Europa, Estados Unidos, Canadá y Sudamérica.
En 1979 abandona Los Jaivas para dedicarse a proyectos solistas como Pájaro Canzani & Atlántico, junto a Jorge Trasante y JJ Cinelu, con los que graba París Años Luz. En 1983, inicia su carrera como productor discográfico, trabajando con Francis Lalanne, Elli Medeiros, Corazón Rebelde y otros artistas, realizando actuaciones en Theatre de la Ville, Olympia, New Morning, Café de la Danse, Midem, Printemps de Bourges, The Venue de Londres, Carnegie Hall de Nueva York, Argelia, Holanda, Suiza, Suecia, Alemania, España y otros países.
En 1985 se reintegra a Los Jaivas como reemplazante de Mario Mutis. Es él quien está en el grupo después de Fernando Flores, en el fatídico 15 de abril de 1988 cuando el grupo pierde a su baterista Gabriel Parra.
En esta época actúa como bajista de la banda en el extranjero, mientras Mutis actúa como tal en las actuaciones nacionales. Así, Canzani toca el bajo en uno de los temas del disco Si tú no estás, de 1989. Su colaboración con Los Jaivas continuaría hasta la década de 1990; incluso en 1997 participa en la grabación del álbum Trilogía: El Reencuentro, con una canción propia ("Atacama") en la que toca diversos instrumentos y canta en segunda voz junto a Gato Alquinta; regrabando además el tema "Un Mar De Gente". El disco cuenta con participación de importantes artistas latinoamericanos, como León Gieco, Los Tres e Illapu.
Entre 1991 y 1992, actúa a dúo con el africano Geoffrey Oryema, en Europa y Japón, grabando con Oryema una canción editada en el CD de varios artistas titulado "Voices of the Real World" en el sello Real World de Peter Gabriel ; y en 1993 forma una nueva banda con su amigo el tecladista franco-camerunés Patrick Bebey.
En febrero de 1995, de regreso a Uruguay para editar y presentar su álbum "Rock Latino", es homenajeado en un acto popular realizado en la sede de la Intendencia de Río Negro, Fray Bentos, donde intervienen diferentes entidades y organizaciones públicas y privadas, así como autoridades departamentales, artistas, familiares y amigos.
Su carrera solista toma un gran impulso cuando se edita Rock Latino y genera dos grandes éxitos: "Chibidón" (número uno en todas las radios del Uruguay), y "Todos Goleando", himno oficial de la Copa América de 1995, convirtiéndose en un fenómeno masivo.
"Rock Latino" fue grabado en Davout Estudios, Francia, con Pájaro Canzani en guitarras, voz, arreglos y producción, Patrick Bebey, Minino Garay, Orlando Poleo, Jr Gonnand, Toups Bebey, Serge Adam, Nicolas Genest y Fabien Haimovici.
"Rock Latino" gana la Campana de Oro (premio publicitario) y el Premio Iris al músico del año, otorgado por el Diario El País y realiza una gira uruguaya con audiencias de hasta 50 mil personas.
En 1996 realiza una gira de 25 shows por Paraguay y Uruguay, grabando además un especial unplugged para el programa Toda La Música, de Canal 5. Su show Pájaro Canzani Acústico será también presentado en 1998 en gira por Alemania.
Su segundo disco solista, Trop de Capricornio sale a la venta en 1999 conteniendo éxitos como "La Hija de La Luna", "Atento!" y "Un Mundo Mejor".
En 2002 regresa a Uruguay y en Fray Bentos participa como director artístico en el Proyecto "Río Negro for Export" y convierte una sala de la antigua casa del Gerente del Frigorífico Anglo en un estudio de grabación, donde quedan registrados una serie de temas de artistas del Departamento de Río Negro, de diferentes generaciones y estilos.
En ese año presenta su espectáculo "Pájaro Canzani y la Fuerza Aérea", en el Teatro de Verano de Fray Bentos donde entre los invitados participa la cantante Lágrima Ríos, su padre Carlos Canzani y su tío Juan José Canzani, los tambores de la comparsa lubola "Mamba Negra", Mario Capdevila y la Murga "La Albiceleste", formada en esa oportunidad por las principales voces del carnaval fraybentino.
En 2009 realiza talleres de música y ritmos afrolatinos en el Teatro Young de Fray Bentos junto a Patrick Bebey.
Es la principal figura del multitudinario recital realizado en el Teatro de Verano del mismo pueblo, como parte de las celebraciones de los 150 años de su pueblo natal, oportunidad en que presenta su disco "Transamericana".
En "Transamericana" participan: Pájaro Canzani, Patrick Bebey, Ramiro Musotto, Fernando Samalea, Daniel Díaz, los raperos Zafrica Brasil, Nicolás Ibarburu, Nicolás Arnicho, Minino Garay y Mintcho Garrammone. Grabado en Angel Estudio en 2008.
En mayo de 2013 actúa en Sala Zitarrosa de Montevideo, donde adelanta temas de "Jardín interior", álbum que editó en 2014.
Actualmente vive en Francia, donde sigue desarrollando su actividad como músico, arreglador y compositor, además de productor de trabajos de otros artistas, especialmente africanos y latinoamericanos.
Sobre fines de 2013 se conocieron trabajos inéditos del artista, bajo el pseudónimo P. Canzani. Entre ellos se encuentra la memorable composición "La soja y el suelo.. hasta cuándo durará este carnaval" que hubiera escrito junto al renombrado y fallecido compositor H. Valdez.
Es gerente y director de Studios de La Source, Vulaines, Francia.

## Discografía

### Solista
- 1974, Aguaragua (Ayuí/Tacuabé)
- 1975, Algún Día (Ayuí/Tacuabé)
- 1993, París… años luz (Orfeo 91252-4)
- 1994, Rock Latino
- 1999, Trop de Capricornio (Ayuí/Tacuabé ae211cd)
- 2008, Transamericana (Random Records)
- 2014, Jardín interior (Ayuí/Tacuabé)

### Con Los Jaivas
- 1977, Canción del sur (EMI)
- 1978, Bebida Mágica / Sueño del Inca (disco simple. EMI)

### Música para televisión y películas
- 2006, La Otra América junto a Daniel Díaz (Cezame Music Agency 2006 CEZ4048/4049)
- 2010, Cubanisimo  junto a Daniel Díaz (Cezame Music Agency CEZ4079)
- 2012, Géopolitique Amérique Latine  junto a Daniel Díaz y Selma Mutal (Cezame Music Agency CEV3032)

### Colectivos
- 1984, La mémoire chantée de Régine Mellac